# گور، نپال
گور (به لاتین: Gaur) یک شهرداری در نپال است که در استان شماره ۲ واقع شده‌است. گور ۳۱٫۹۱ کیلومتر مربع مساحت و ۳۴٬۹۳۷ نفر جمعیت دارد و ۷۹ متر بالاتر از سطح دریا واقع شده‌است.